# 瓜皮拉马
瓜皮拉马是巴西巴拉那州的一个市镇。总面积189.099平方公里，总人口3688人，人口密度19.5人/平方公里。